# Platysporoides patriniae
Platysporoides patriniae är en svampart som först beskrevs av Nann., och fick sitt nu gällande namn av Shoemaker & C.E. Babc. 1992. Platysporoides patriniae ingår i släktet Platysporoides och familjen Pleosporaceae.   Inga underarter finns listade i Catalogue of Life.